# Miah-Marie Langlois
Miah-Marie Langlois, née le 21 septembre 1991 à Windsor en Ontario, est une joueuse canadienne de basket-ball.

## Biographie
« J'ai commencé à jouer au basket-ball parce que j'allais voir les frères s'entraîner, mais je préférais courir que de m'asseoir sur un banc les regarder (...) Plus je m'entraînais pour atteindre mes objectifs, plus je suis tombé amoureuse de ce sport. » Elle conduit les Lancers de Windsor à quatre titres universitaires canadiens. En 2013-2014 pour son année senior, ses statistiques sont de 16,1 points avec une adresse aux tirs de 50,4 % (dont 37,1 % à trois points) et 81,7 % aux lancers francs, 5,6 rebonds, 5,1 passes décisives et 3,7 interceptions. Elle est élue trois fois meilleure joueuse de la finale à 8 du CIS (2011, 2012, 2014 et trois fois meilleure défenseuse du CIS (2012, 2013, 2104) devenant la première joueuse à remporter autant de fois ces distinctions individuelles.
Elle cumule 103 victoires pour seulement 6 revers avec les Lancers et y cultive une culture de la gagne.

## En clubs
Pour sa première expérience professionnelle en 2014-2015, elle s'engage avec le champion de Suède Northland Basket Luleå puis s'engage en 2015-2016 en Russie avec le Dynamo Novossibirsk : « J'aime le froid et les challenges. J'ai pu jouer contre de grandes joueuses comme Diana Taurasi et Brittney Griner. C'était une grande expérience ». Malgré la barrière de la langue, elle parvient à s'adapter à un environnement différent : « Il a fallu m'ajuster à passer à l'environnement d'un pays multiculturel à une ville où j'étais la seule femme non blanche sur 1,5 million de personnes. »

## Équipe nationale
En 2014, elle dispute sa première compétition officielle avec l'équipe senior au championnat du monde à Ankara et Istanbul en Turquie du 27 septembre au 5 octobre 2014. Le Canada se classe cinquième avec 4 victoires et 3 défaites pour 4,3 points, 3 rebonds et 1,3 passe décisive de moyenne.
Le Canada dispute et remporte les Jeux panaméricains de 2015 organisés à Toronto avec cinq victoires pour aucun revers, puis remporte également l'or au Championnat des Amériques en août 2015 en disposant de Cuba en finale et elle-même étant élue dans le meilleur cinq de la compétition, ce qui qualifie directement l'équipe pour les Jeux olympiques de Rio.
Elle participe aux Jeux olympiques d'été de 2016 pour l'Équipe du Canada de basket-ball féminin : « Je suis une perfectionniste, Je veux faire les choses bien et être à mon ùmeilleur niveau tout le temps et ne me reposer sur mes acquis. C'est ma hantise avant Rio. Une autre de mes peurs c'est de ne pas vivre ce moment. Bien sûr, je me focalise sur l'objectif d'une médaille, mais je ne veux pas survoler toute l'expérience d'être là-bas. Je veux rencontrer des athlètes de classe mondiale du monde entier, apprendre d'eux, de leur entraînement et de leur cultures. Je veux me faire plaisir et revenue à la maison partager ces histoires avec mes amis et ma famille et dans l'avenir à mes propres enfants. »

## Palmarès
- 1re du championnat des Amériques 2015[6]
- 1re des Jeux panaméricains de 2015[5]

## Distinctions personnelles
- Meilleure joueuse de la finale à 8 du CIS (2011, 2012, 2014[2])
- Meilleure défenseuse du CIS (2012, 2013, 2104[2])